# Lipis (stad)
Kuala Lipis is een plaats en gemeente (majlis daerah; district council) in de Maleisische deelstaat Pahang.
De gemeente telt 74.500 inwoners en is de hoofdplaats van het district Lipis.